# Constantin Brâncuși
Constantin Brâncuși (pronuncia romena [konstanˈtin brɨŋˈkuʃi̥]; Peștișani, 19 febbraio 1876 – Parigi, 16 marzo 1957) è stato uno scultore romeno naturalizzato francese.
È considerato uno dei più importanti e influenti scultori del XX secolo.

## Biografia
Nasce in Romania, dove trascorrerà la sua giovinezza, da Nicolae Brâncuși (1833-1885) e Maria Deaconescu (1851-1919). Successivamente, molto giovane, entrerà nella Scuola di arte e mestieri di Craiova e dopo all'Accademia di Bucarest, dove riceverà una formazione di stampo accademico che, contraria alla sua idea dell'arte, creerà in lui un forte senso d'insoddisfazione che lo indurrà ad abbandonare definitivamente l'accademia.
Lavorò a Vienna e Monaco (1899-1904). A ventotto anni (1904) partì a piedi per arrivare a Parigi, dove venne subito colpito dalle opere dei grandi scultori Medardo Rosso, Auguste Rodin e Antonin Mercié.
Nel 1908 strinse amicizia con Modigliani, Satie e Duchamp; nel 1913 espose tre sculture alla mostra dell'Armory Show di New York. Dal 1914 al 1918 creò una serie di sculture in legno che testimoniano il suo interesse per il primitivismo.
Dopo la prima guerra mondiale accentuò nelle sue opere il gusto per l'astrazione, alla ricerca della forma-tipo, della forma genitrice. Nel 1926, al suo secondo sbarco negli Stati Uniti, fu protagonista di un curioso caso giudiziario legato all'esportazione di una sua opera d'arte astratta: l'evento divenne noto con il nome di "Caso Brâncuși". Nel 1937 tornò in Romania, dove eseguì sculture per il giardino pubblico di Târgu Jiu, e fu in India, dove progettò un tempio della meditazione per il maragià di Indore. Tra i suoi allievi si possono annoverare Isamu Noguchi e Juana Muller.

## Salon d'Automne: la prima esposizione
Negli anni in cui arrivò a Parigi, lo scultore fu fortemente influenzato da artisti come Auguste Rodin e Medardo Rosso.
Di Rodin ricordiamo il nuovo modo di trattare la materia e la superficie delle opere in cera o in bronzo. Egli si allontana dal trattamento uniforme di una superficie levigata, lasciando visibili i gesti del modellato e creando così numerosi giochi di luce e ombre  e quindi nuovi volumi.
In questo periodo Rodin si era dedicato alla rilettura delle proprie opere estrapolando particolari o frammenti anatomici e creando in tal modo opere autonome.
In quegli anni Brâncuși espone tre opere al Salon d’Automne presieduto da Rodin tra cui:
- Orgoglio
- Busto di un bambino (1906)

L'esempio di Medardo Rosso è evidente nell'impostazione molto patetica delle opere e nella delicatezza con cui è presentato il bambino. Il modellato è reso prestando attenzione alla rifrazione della luce (sviluppato maggiormente in testa bambino addormentato)
Seguendo l'esempio di Rodin l'artista decide di modellare pienamente solo una delle spalle del bimbo (quella verso l'osservatore) mentre il lato destro del busto è lasciato incompiuto. Si tratta di un modo di lavorare che presuppone un principio di selezione degli elementi che compongono l'opera. Si tratta di lavori che mostrano una particolare attenzione all'effetto della luce e delle ombre sulla superficie dell'opera e alla resa psicologica dei soggetti ritratti.

## Tormento II (1907)
Successivamente l'influenza di Rodin risultò aumentata  nella scultura Tormento II. Alla sua esposizione Rodin lodò quest'opera di Brâncuși.
L'idea del dolore è resa attraverso una ripresa del gruppo ellenistico del Laocoonte che Brâncuși aveva studiato all'accademia. In particolare il tormento riprende la posa del capo stretto sulla spalla destra. Rispetto a questo, la bocca chiusa, i lineamenti contratti rendono con più evidenza il forte dolore del bimbo, egli rende centrale il movimento della spalla destra attenuando tutti gli altri particolari che, resi troppo anatomicamente, avrebbero potuto distogliere l'attenzione da quell'unico elemento così determinante.
Ben presto però prenderà una strada autonoma, avvicinandosi a una scultura sempre più essenziale.

## L'uso della pietra
Probabilmente influenzato dalle ricerche primitivistiche di Derain, lo scultore inizia a interessarsi al lavoro della pietra. La figura accovacciata di Derain, che aveva  destato molto scalpore, era incisa in un rozzo materiale e presentava un'estrema geometrizzazione e sintesi. Diversi artisti in quegli anni si stavano indirizzando alla pietra, un materiale intagliato e scolpito direttamente, eliminando la tradizione del modellato, del bozzetto. La lavorazione della pietra era considerata anche come una prova d'abilità, poiché questo materiale non offre all'artista nessuna possibilità di tornare indietro o di correggere l'errore.

## Il bacio (1907)
Vediamo come l'interesse di Brâncuși si rivolge ai modelli offerti dalle sculture primitive e dalla pietra come materiale da scolpire. Influenzato da figura accovacciata inizia a sperimentare la tecnica della scultura con il metodo del taglio diretto, cercando di sbozzare l'immagine direttamente nel blocco di pietra.
L'opera di Brâncuși si ispira alla versione primitiva del bacio di Rodin. In Rodin però i due giovani amanti sono raffigurati in un abbraccio, i corpi intrecciati in un movimento a spirale. Brâncuși invece scolpisce le due figure l'una di fronte all'altra, e divide in due parti speculari il blocco di pietra. L'idea dell'abbraccio è risolta attraverso il motivo delle braccia quasi sovrapposte, che circondano la figura.
Semplificazione e geometrizzazione. I lineamenti sono appena abbozzati, gli occhi e le labbra sembrano fondersi tra di loro per accentuare l'idea di una fusione totale dei due corpi.

## Il Parco di Târgu Jiu

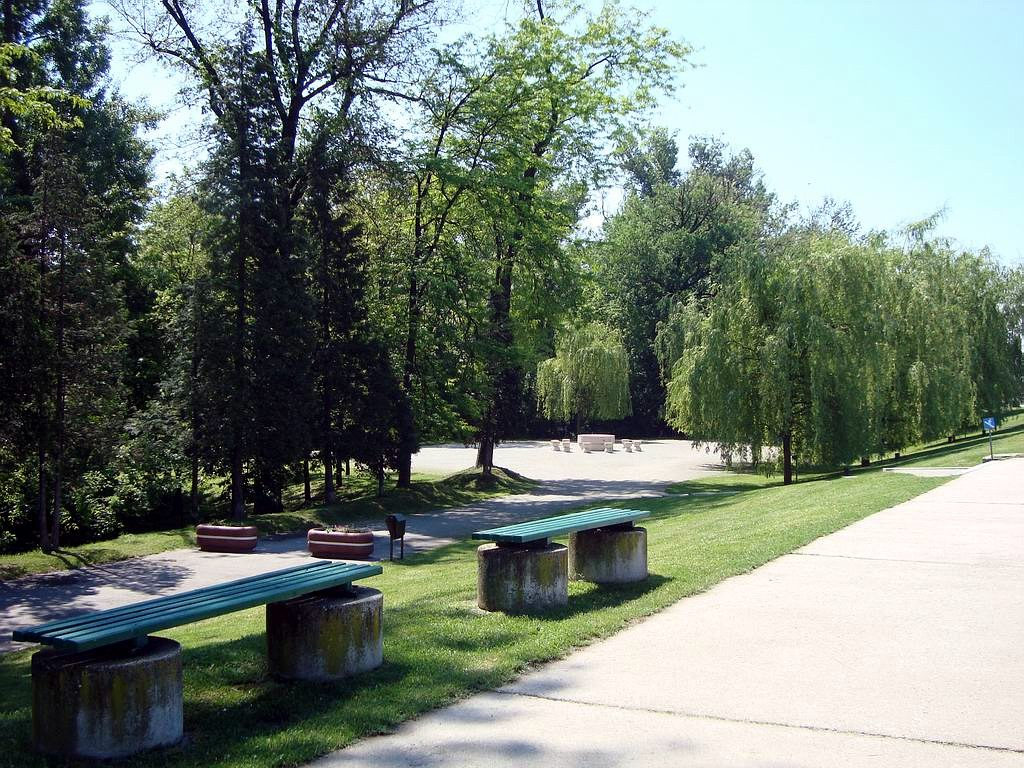
La mensa del silenzio

Le sculture per il giardino pubblico di Târgu Jiu, forse l'opera più importante che Constantin Brâncuși ha lasciato al proprio paese, presentano alcune particolarità interessanti:
- Il complesso Jiu, formato da un tavolo e da dei sedili, noto come La mensa del silenzio, si sviluppa lungo un viale che parte dalla riva del fiume fino a giungere all'estremo opposto del parco dove, in prossimità dell'entrata principale, si trova la Porta del bacio, finemente e riccamente scolpita;
- Il viale in questione si trova in asse con la chiesa ortodossa dei Santi Apostoli Pietro e Paolo, la principale della città, e corre lungo il 45º parallelo;
- Circa due chilometri oltre, sempre sullo stesso asse e ormai all'esterno dell'abitato, si trova un altro parco, di fatto un grande prato con sentieri tracciati, bassi cespugli e panchine, in cui si erge la Colonna dell'infinito, rappresentazione di quella tendenza all'infinito tipica dello scultore. Dai primi del 2003 l'immagine della Colonna dell'infinito è stata inserita al centro dello stemma di Târgu Jiu.

## Gruppi mobili

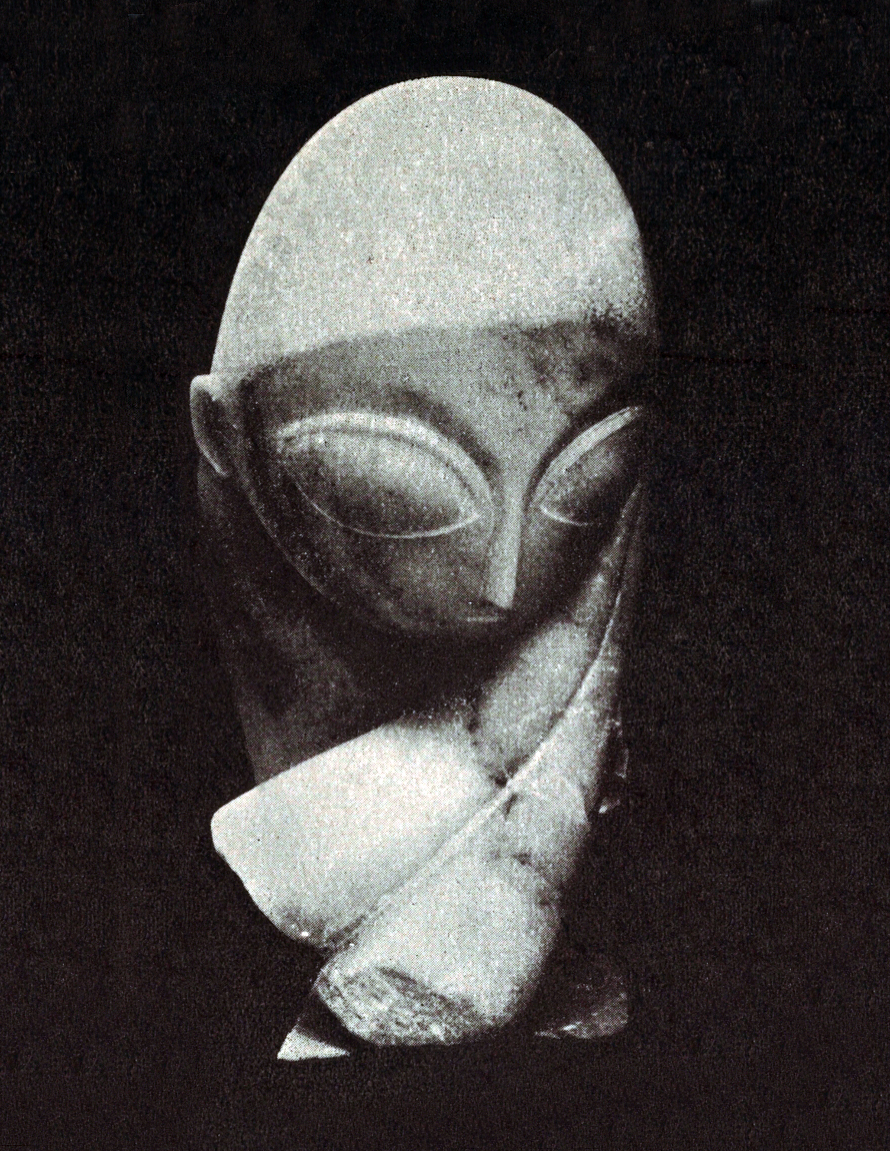
Ritratto di Mlle Pogany (1912) – Philadelphia Museum of Modern Art

Brâncuși aveva cominciato a vendere supporti in legno da unire a sculture in marmo o bronzo. La Cariatide del 1914, ad esempio, fu venduta nel 1916 a John Quinn – uno dei mecenati di Brâncuși – come scultura a sé stante, e come tale fu presentata alla Sculptor's Gallery nel 1922.
In due occasioni documentate si ha l'opportunità di osservare il modo che questo artista ha di procedere nell'elaborazione dei Gruppi mobili: nel 1913 scolpisce in legno il Primo passo che distruggerà dopo l'esposizione alla Photo Secession Gallery di New York (1914), tenendo solo la testa col titolo di Primo grido e successivamente associandola a varie opere.
E nel 1921 "senza saper come" colloca Adamo sotto Eva. Eva era stata scolpita nel 1920 ed esisteva già come scultura autonoma, mentre Adamo era precedentemente associato a Coppa in legno.
Si può inoltre tranquillamente affermare che gli accostamenti fra piedistallo e scultura contengono una forte componente di casualità riconducibile all'amicizia con Marcel Duchamp e quindi agli ambienti dadaisti. I piedistalli su cui poggiano la maggior parte degli uccelli di Brâncuși sono composti da forme impilate o accatastate le une sulle altre; la separatezza di queste forme (legni tagliati, pietre cruciformi, marmi cilindrici) sottolinea chiaramente che le basi su cui si elevano le sculture sono contingenti, staccabili e suscettibili di esser sistemate diversamente.
Di fatto i basamenti non si presentano come mero supporto, esso è un elemento a sé stante che l'artista considera opera esso stesso. In alcune esposizioni come quella del 1926 alla Brummer Gallery di New York, lo scultore rumeno espone i basamenti senza sculture sovrapposte.
Brâncuși intuisce la possibilità di sviluppare una forte energia creando un legame fra opposti: materia lasciata grezza e polito, curvature organiche e strutture geometriche. È come se, partendo dal basso, l'artista cercasse di liberarsi da una condizione materiale, in uno spirito che rimanda al pensiero orientale.

## Opere
- Il bacio (1907-1908)

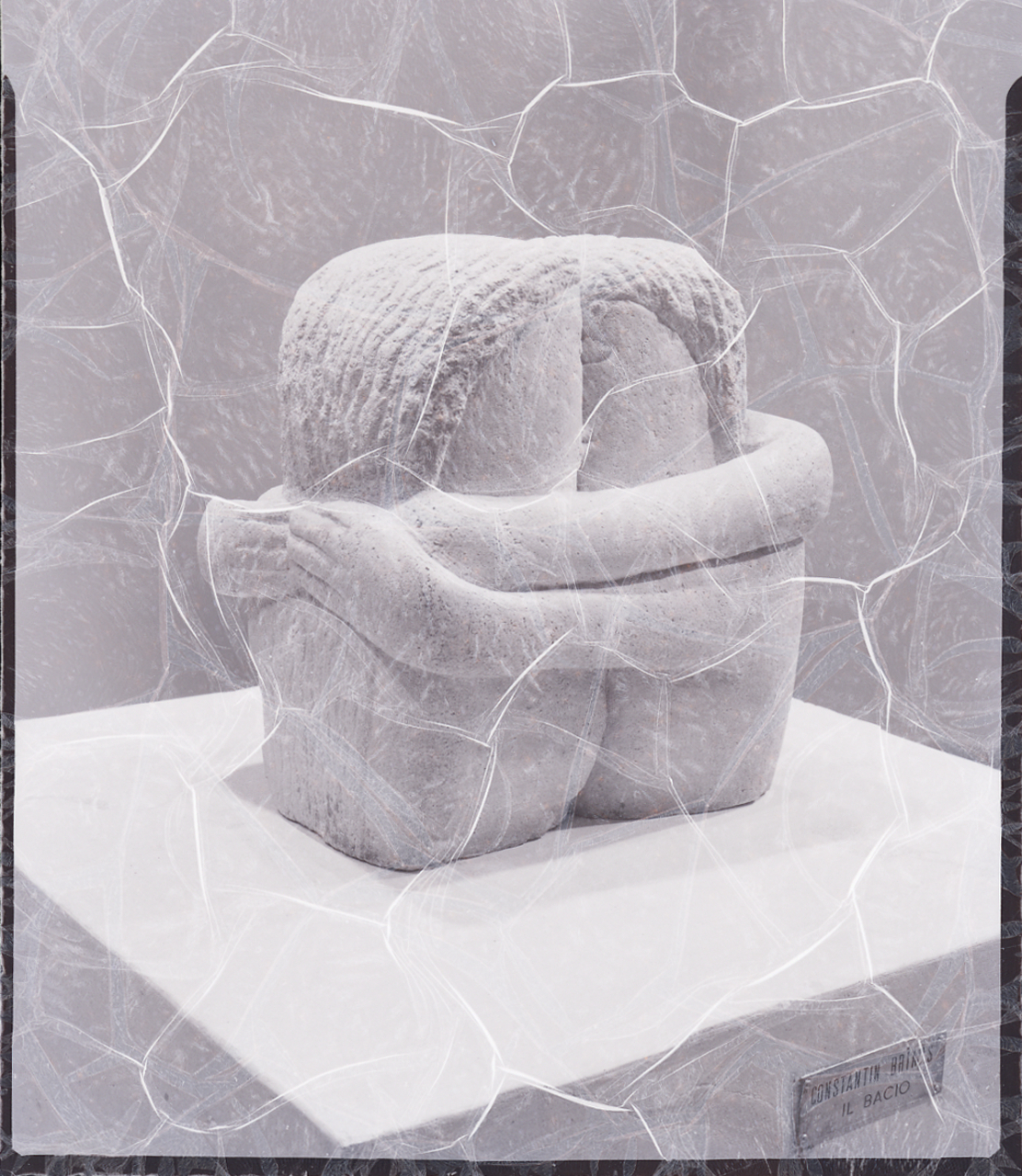
Il bacio (1907-1908). Foto di Paolo Monti, 1963.

- Ritratto della baronessa R.F. (1909)
- Musa addormentata (1909-1910)
- Maiastra (1910-1912)
- Una musa (1912)
- Maiastra (1912)
- Mademoiselle Pogany (1913)
- Il bacio (1916)
- La strega (1916-1924)
- Timidezza (1917)
- Il bambino nel mondo (1917)
- Musa addormentata III (1917-1918)
- Colonna senza fine (1918)
- Musa addormentata (1919-1920)
- L'uccello d'oro (1919-1920)
- L'inizio del mondo (1920)
- Colonna senza fine (1920 circa)
- Adamo (1921)
- Adamo ed Eva (1921)
- Socrate (1921-1922)
- Pesce (1922)
- Nuovo nato (1923 circa)
- Il gallo (1924)
- Pesce (1924)
- Uccello nello spazio (1927)
- Mademoiselle Pogany III (1931)
- Uccello nello spazio (1931-1936)
- Uccello nello spazio (1932-1940)
- Il gallo (1935)
- Colonna senza fine (1937)
- La porta del bacio (1937-1938
- Mensa del silenzio (1937-1938)

## Musei
- Philadelphia Museum of Art[3]
- Guggenheim Museum di New York[4]
- Museum of Modern Art di New York[5]
- Atelier Brâncuși di Parigi[6]
- Museul de Arta di Craiova[7]
- Hirshhorn Museum di Washington[8]
- Centro Pompidou di Parigi[9]
- Museum of Art di Pasadena[10]
- Peggy Guggenheim di Venezia[11]
- Art Institut di Chicago[12]
- National Gallery of Art di Washington[13]